# SWE Cup
SWE Cup är en svensk nationell cup i skidskytte. Den går runt mellan olika skidskytteklubbar. På tävlingarna är både ungdomar, juniorer och seniorer med.

## Vinnare

### Herrar
- 2015/2016 - Christofer Eriksson, Tullus SG[1]

### Damer
- 2014/2015 - Anna Wikström, Mora BK[2]
- 2015/2016 - Anna Wikström, Mora BK[1]

### Fotnoter
1. 1 2  ”Sammanställning SWE CUP 1 - 10 Säsongen 2015-2016”. Svenska skidskytteförbundet. 28 februari 2016. Arkiverad från originalet den 21 februari 2017. https://web.archive.org/web/20170221005956/http://www.skidskytte.se/globalassets/svenska-skidskytteforbundet/bilder/hakan/slutlig-stallning-swe-cup-2015-2016.pdf. Läst 20 februari 2017.
2. ↑  Jörgen Wåger (23 mars 2015). ”Anna totalsegrare i SWE cup”. Dalademokraten. Arkiverad från originalet den 23 december 2015. https://web.archive.org/web/20151223062227/http://www.dalademokraten.se/sport/skidskytte/anna-totalsegrare-i-swe-cup. Läst 22 december 2015.